# Nervus saphenus

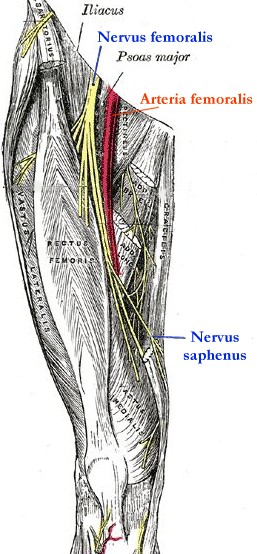
Menschlicher Oberschenkel von vorn

Der Nervus saphenus (von arabisch safin „verborgen“) ist ein Nerv im Bereich des Oberschenkels.
Der Nervus saphenus entspringt beim Menschen am Oberschenkel aus dem Nervus femoralis, bei vielen Säugetieren noch vor dem Durchtritt durch die Lacuna musculorum. Anschließend zieht der Nervus saphenus mit der Oberschenkelarterie (Arteria femoralis) an die Innenseite des Oberschenkels und tritt dort an die Oberfläche und versorgt die Oberschenkel- und Unterschenkelinnenseite sensibel.
Bei einigen Säugetieren innerviert er auch den Musculus sartorius, Musculus pectineus und Musculus gracilis, bei den Raubtieren ist er rein sensibel.